# Mimachrostia
Mimachrostia là một chi bướm đêm thuộc họ Erebidae. Trước đây chi này được đặt trong họ Erebidae.

## Các loài
- Mimachrostia fasciata Sugi, 1982
  - Mimachrostia fasciata fasciata
  - Mimachrostia fasciata minimus Fibiger, 2010
- Mimachrostia parafasciata Fibiger, 2008
- Mimachrostia costafasciata Fibiger, 2008
- Mimachrostia novofasciata Fibiger, 2010